# جک یرمن
جک یرمن (انگلیسی: Jack Yerman؛ زادهٔ ۵ فوریه ۱۹۳۹) دونده اهل ایالات متحده آمریکا بود.
وی در مسابقات کشوری و بین‌المللی در مجموع برندهٔ ۱ مدال طلا شده‌است.